# Cephalops varipes
Cephalops varipes är en tvåvingeart som beskrevs av Johann Wilhelm Meigen 1824. Cephalops varipes ingår i släktet Cephalops och familjen ögonflugor. Arten är reproducerande i Sverige. Inga underarter finns listade i Catalogue of Life.